# Мамошин, Михаил Александрович
Михаи́л Алекса́ндрович Мамо́шин (род. 22 июня 1960, г. Онега, Архангельская область) — российский архитектор, генеральный директор и руководитель проектов ООО «Архитектурная мастерская Мамошина». Заслуженный архитектор Российской Федерации (2017), Академик РААСН, академик и вице-президент московского отделения Международной академии архитектуры (МААМ), профессор IAA (International Academy of Architecture), руководитель Санкт-Петербургского центра МААМ, вице-президент Санкт-Петербургского союза архитекторов, академик РАХ (2022).

## Биография
Михаил Александрович Мамошин родился 22 июня 1960 в г. Онеге Архангельской области в семье строителей.
Учился в Ленинградском инженерно-строительном институте на факультете архитектуры и в 1984 году окончил его с отличием. Его учителями были известные архитекторы, такие как Г. И. Алексеев, А. И. Кубасов, Л. М. Хидекель, Ю. С. Ушаков. После института работал в Проектно-строительном объединении крупнопанельного домостроения ДСК-2 «Главленинградстроя». Параллельно участвовал в конкурсах т. н. «бумажной архитектуры», которая противопоставлялась идеологизированной советской.
В 1993 году вместе с А. Х. Богатырёвой было создано бюро «Архитектурно-художественная практика Михаила Мамошина». В 1998 году бюро было преобразовано в Архитектурно-проектный центр Мамошина, а 2004 году в Архитектурную мастерскую Мамошина. Ещё в 1999 г. мастерская вступает в НП «Объединение архитектурных мастерских». Архитектурный стиль проектов Михаила Александровича Мамошина близок к петербургской застройке. Несколько созданных архитектором зданий внесены в Белую книгу Всемирного клуба петербуржцев как объекты, продолжающие архитектурные традиции Петербурга.

## Творчество. Основные проекты и постройки
Творчество Михаила Александровича — это поиск в традиции новых тем для Санкт-Петербурга, который порождает нечто новое, современное. Обращение к традициям детерминировано двумя направлениями — классицистической исторической традицией Санкт-Петербурга и северным модерном конца XIX-начала XX века. Объекты, спроектированные М. А. Мамошиным, могут тяготеть к разным стилям. Например, застройка пешеходной улицы в 130 квартале Санкт-Петербурга (гостиница Novotel, бизнес-центр Alia Tempora, жилой дом) близка к римской классике. Бизнес-центр класса «А» с первым многоуровневым паркингом в центре Петербурга на Волынском переулке и жилой дом «Таврический» на пр. Чернышевского выполнены в стилистике северного модерна. В бизнес-центре «Авеню» причудливо переплелись хай-тек и традиции раннеленинградской архитектуры, а уже ставший легендой жилой комплекс «Омега Хаус» — современное ар-деко.
Для Архангельска был разработан и реализован проект застройки пешеходной набережной Северной Двины, включающий три объекта: БЦ «Дельта» класса «А» и два жилых комплекса («Альфа» и «Омега»). В одном из корпусов бизнес-центра расположилась самая северная гостиница «Новотель». В 2018 г. эта работа была удостоена национальной архитектурной премии «Хрустальный Дедал». Предполагается продолжение этой масштабной работы: разработан проект речного вокзала. Рядом с построенными зданиями предполагается разместить пешеходный мост, который преобразит территорию за бывшим Дворцом пионеров.
Среди масштабных, но ещё нереализованных проектов следует отметить проект многофункционального общественно-делового комплекса: Дворец Искусств, Конгресс-центр и ВТРЦ (Василеостровский торгово-развлекательный центр) в квартале, ограниченном Малым и Средним проспектами Васильевского острова, 19-й и 24-й линиями. Также для указанного квартала был разработан проект «Музея городского электротранспорта», призванный сохранить исторические ангары бывшего Василеостровского трамвайного парка (трампарка им. Леонова) и выполненный в современном интерактивном варианте.
В 2012 г. была разработана базирующаяся на теории «купольного города» уникальная архитектурная концепция Историко-культурного и музейного комплекса им. И. С. Шемановского в г. Салехарде, которая была продемонстрирована губернатору ЯНАО Д. Н. Кобылкину и получила от него самую высокую оценку, к которой присоединились ведущие эксперты музейного дела, в их числе директор Государственного Эрмитажа, Президент Союза музеев России М. Б. Пиотровский.
В 2013 году на безвозмездной основе разработана архитектурная концепция регенерации и завершения ансамбля Российского Этнографического музея и Государственного Русского музея, успешно прошедшая Градостроительный совет при Губернаторе Санкт-Петербурга и одобренная архитектурной общественностью.
В 2015 году под руководством Михаила Александровича выполнен архитектурный раздел проекта Новой сцены Малого драматического театра, призванный сочетать в себе современность архитектурно-эстетического решения с контекстуальностью петербургской архитектуры и современными театральными технологиями. Проект блестяще прошёл экспертизу, но затем архитектор вынужден был судиться за авторские права и на сегодняшний день контур здания построен, но архитектор отстранен от проекта
В 2017 для международного конкурса был создан проект музейно-выставочного комплекса «Оборона и блокада Ленинграда», который был признан одним из лучших.
В июле 2017 г. президент РФ В. В. Путин принял новый комплекс многопрофильной клиники ВМА имени С. М. Кирова на ул. Боткинской, который масштабно и ментально интегрирован в контекст окружающей исторической застройки и являют собой симбиоз петербургских традиций и эстетики и современных технологий. Фасадные решения и благоустройство были разработаны М. А. Мамошиным (и авторским коллективом под его руководством), также он осуществлял авторский надзор за процессом строительства. В мае 2018 года была получена[кем?] премия Правительства Санкт-Петербурга за архитектурное решение фасадов многопрофильной клиники ВМА имени С. М. Кирова (2018 г.)
За последние несколько лет под руководством М. А. Мамошина было разработано несколько проектов храмовой архитектуры. Малый храм в Колпино уже завершен и успешно действует, в декабре 2017 был заложен храм при многопрофильной клинике Военно-медицинской академии им. Кирова во имя святого праведного врача-страстотерпца Евгения Боткина. Реализованы небольшие храмы на кладбище в Колпино и в Московской Славянке. Проектируется большой храм на Крестовском острове в Петербурге в русском стиле.
Проект воссоздания Андреевского собора в Кронштадте станет началом паломнического комплекса, включающего Андреевский собор, часовню Тихвинской иконы Божией Матери и Соборную площадь, паломническую пешеходную зону на Андреевской улице, музей-квартиру батюшки Иоанна Кронштадтского и скверик с памятником, а также комплекс зданий Дома трудолюбия. Проект предполагает воссоздание Андреевского собора на период его строительства архитектором Захаровым, без поздних приделов и преобразований, исказивших первоначальный облик собора, — тогда он вновь явит собою памятник эпохи классицизма и символ российского флота.

### Проекты и постройки (знаковые)
- Многоуровневая автостоянка, Волынский пер., 3;
- Жилой дом «Таврический», пр. Чернышевского, 4;
- Деловой центр «Авеню», Аптекарская наб., 20, лит. А;
- Административное здание «Транснефти», Арсенальная наб., 11/2;
- Застройка пешеходной улицы-дублера Невского пр. (гостиница «Новотель», БЦ «Alia Tempora», ЖК «Новый Колизей»)
- Гостиница «Новотель», ул. Маяковского, 3А,
- Новая многопрофильная клиника Военно-медицинской академии им. С. М. Кирова на Боткинской ул.;
- Новая сцена Академического Малого драматического театра — Театра Европы;
- Застройка пешеходной набережной Северной Двины в Архангельске
- Архитектурная концепция историко-культурного и музейного комплекса им. И. С. Шемановского в Салехарде (Ямало-Ненецкий автономный округ);
- Архитектурная концепция регенерации и завершения ансамбля Этнографического музея и Русского музея в Петербурге и др[4].

## География работ
Большая часть проектов и построек выполнены Михаилом Александровичем в Петербурге, также он всегда положительно относится к возможности работать на малой родине — в Архангельской области (Архангельск, Онега, Северодвинск) и подчёркивает, что его предки были поморами. Органичным продолжением северных проектов является работа в Арктике — ЯНАО.

## Награды
- Медаль святого первоверховного апостола Петра в благословение за усердные труды во славу Святой Церкви и в связи с 60-летием со дня рождения (2020)
- Орден Президента Союза архитекторов России «AZART» «за индивидуальный вклад в архитектуру и градостроительство» (2020)
- Медаль им. И. В. Жолтовского «За выдающийся вклад в архитектурное образование» (2020)
- Национальная премия в области архитектуры «Хрустальный Дедал» за застройку пешеходной набережной Северной Двины в Архангельске
- Премия Правительства Санкт-Петербурга (2018) за Фасадные решения и благоустройство Многопрофильной клиники ВМА;
- Премия Правительства Санкт-Петербурга (2008) за Застройку пешеходной улицы-дублера Невского пр. (гостиница «Новотель», БЦ «Alia Tempora», ЖК «Новый Колизей»).;
- Медаль им. В. И. Баженова «За высокое зодческое мастерство» (2008);
- Медаль Российской академии архитектуры и строительных наук РААСН (2008);
- Дипломы Всемирного клуба петербуржцев за соответствие архитектурным традициям Петербурга-Ленинграда.
- Дипломы петербургских, российских и международных конкурсов: в первую очередь смотр-конкурс «Архитектон» и международный фестиваль «Зодчество»[5].

## Общественно-профессиональная деятельность
Творческую деятельность М. А. Мамошин успешно сочетает с общественно-профессиональной.
Он является вице-президентом Санкт-Петербургского Союза архитекторов, членом Градостроительного Совета Санкт-Петербурга (а также Ленинградской области, Севастополя, Соловков), вице-президентом и академиком Отделения Международной академии архитектуры в Москве (МААМ), руководителем Санкт-Петербургского Академического центра МААМ (СПб АЦ МААМ), профессором IAA (International Academy of Architecture), членом Совета по архитектуре Союза архитекторов России, академиком Российской академии архитектуры и строительных наук (РААСН), членом-корреспондентом Российской академии художеств, членом Межрегиональной общественной организации «Национальный комитет Международного совета по охране памятников и достопримечательных мест» (ИКОМОС). Участвует в качестве эксперта в заседаниях Всемирного клуба петербуржцев при Государственном музее «Эрмитаж», а также регулярно проводит мастер-классы в разных городах России (в том числе в учебных заведениях, например, МАРХИ). Занимается педагогической деятельностью в качестве рецензента кафедры архитектурного факультета Академии Репина и члена государственной экзаменационной комиссии архитектурного факультета СПБГАСУ.
М. А. Мамошина постоянно приглашают в жюри различных архитектурных конкурсов: «Золотой Трезини», «Urban awards» и др.
Является председателем Совета по храмовой архитектуре Союза архитекторов России (СХА САР) и председателем Совета по церковной архитектуре Санкт-Петербургского Союза архитекторов (СЦА СПб СА).